# Hans-Ulrich Bigler

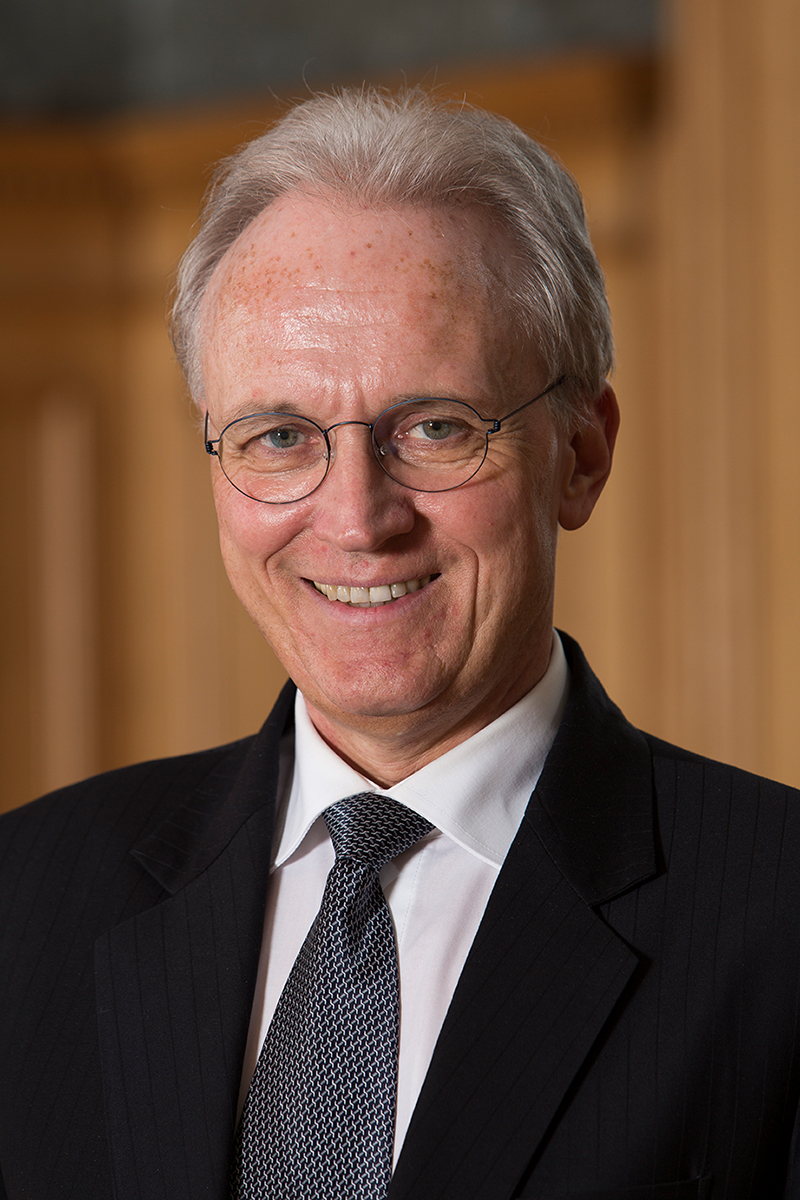
Hans-Ulrich Bigler (2014)

Hans-Ulrich Bigler (* 5. April 1958 in Bern; heimatberechtigt in Worb) ist ein Schweizer Verbandsfunktionär und Politiker (SVP, zuvor FDP). Er war von 2008 bis 2023 Direktor des Schweizerischen Gewerbeverbands. Von 2015 bis 2019 war er für die FDP im Nationalrat.

## Leben
Hans-Ulrich Bigler wuchs in Bern auf. Er studierte Ökonomie (lic. rer. pol. an der Universität Bern) und absolvierte ein Management-Ausbildungsprogramm an der Harvard Business School. Er hat den militärischen Grad eines Obersts im Generalstab a. D. inne.
Bigler war während elf Jahren Direktor des Unternehmerverbandes der Schweizer Druckindustrie Viscom. Nebst der Entwicklung eines Dienstleistungszentrums für die Druckbranche schloss er zweimal die Gesamtarbeitsverträge mit den Mediengewerkschaften ab. Anschliessend war er zwei Jahre Direktor des Unternehmerverbandes der Schweizer Maschinenindustrie Swissmem. Er ist Begründer der Berufsmesse Zürich, die er ehrenamtlich zwischen 2005 und 2008 mit aufbaute. Von 1. Juli 2008 bis 1. Juli 2023 war Bigler Direktor des Schweizerischen Gewerbeverbands.
2015 wurde Bigler für die FDP Zürich in den Nationalrat gewählt und gehörte der Kommission für Wissenschaft, Bildung und Kultur (WBK) und der Finanzkommission (FK) an. Er ist Mitglied des Beirates des Zukunft Finanzplatz sowie Mitglied der Kommission für Wirtschaftspolitik des SECO und des EFTA-Konsultativausschusses. Bei den Nationalratswahlen 2019 wurde er abgewählt,  Andri Silberschmidt erreichte mehr Stimmen. 2022 wechselte er zur SVP Kanton Zürich. 2023 kandidierte er erfolglos für den Zürcher Kantonsrat sowie bei den Wahlen 2023 für den Nationalrat.
Bigler ist Vorstandsmitglied des Hauseigentümerverbandes Kanton Zürich. Er präsidiert den Stiftungsrat der Stiftung KMU Schweiz und ist Präsident des Schweizerischen Instituts für Unternehmerschulung (SIU) sowie Stiftungsratspräsident Proparis Vorsorge-Stiftung Gewerbe Schweiz. Weiter präsidiert er die Schweizerische Kommission für Immobilienfragen, das  Nuklearforum Schweiz und ist Vizepräsident der Energie-Agentur der Wirtschaft EnAW. 2020 wurde er in den Vorstand der Dachorganisation der europäischen Atomforen Europäisches Atomforum (FORATO) für eine Amtsdauer von zwei Jahren gewählt.
Der Vater von zwei erwachsenen Töchtern und einem Sohn wohnt mit seiner Frau in Affoltern am Albis.

## Kritik
Bigler und der Gewerbeverband wurden für ihre Kampagne kritisiert, die sie im Vorfeld der Volksabstimmung vom 14. Juni 2015 gegen die Revision des Bundesgesetzes über Radio und Fernsehen (RTVG) führten. Die Kritikpunkte betrafen unter anderem den Stil, falsche Behauptungen sowie den Umstand, dass Komiteemitglieder fälschlich als Gegner der Revision aufgeführt wurden.